# Volby 2015
V roce 2015 se uskutečnily tyto volby:

## Volební kalendář

### Leden
| Datum         | Země       | Volby        | Vítěz                                                             | Poznámky | Ref   |
| ------------- | ---------- | ------------ | ----------------------------------------------------------------- | -------- | ----- |
| 4. ledna      | Uzbekistán | parlamentní  | Demokratická strana národního obnovení Uzbekistánu (nacionalisté) | 2. kolo  | [ 1 ] |
| 8. ledna      | Srí Lanka  | prezidentské | Maithripala Sirisena (NDF)                                        |          | [ 2 ] |
| 11. ledna     | Chorvatsko | prezidentské | Kolinda Grabarová Kitarovičová (HDZ)                              | 2. kolo  | [ 3 ] |
| 20. ledna     | Zambie     | prezidentské | Edgar Lungu (PF)                                                  |          | [ 4 ] |
| 25. ledna     | Komory     | parlamentní  | Svaz pro rozvoj Komor                                             | 1. kolo  | [ 5 ] |
| 25. ledna     | Řecko      | parlamentní  | Koalice radikální levice (socialisté)                             |          | [ 6 ] |
| 29.–31. ledna | Itálie     | prezidentské | Sergio Mattarella (nez.)                                          | nepřímé  | [ 7 ] |
| 31. ledna     | Queensland | parlamentní  | Liberální národní strana Queenslandu (konzervativci)              |          | [ 8 ] |

### Únor
| Datum     | Země                              | Volby          | Vítěz                                                               | Poznámky | Ref    |
| --------- | --------------------------------- | -------------- | ------------------------------------------------------------------- | --- | ------ |
| 7. února  | Slovensko                         | referendum     | pro; pro                                                            | definice manželství jako svazek muže a ženy zákaz adopce dětí stejnopohlavními páry zákaz vyučování o eutanazii či sexu bez souhlasu rodičů | [ 9 ]  |
| 7. února  | Dillí                             | parlamentní    | Strana obyčejného člověka (svaradž)                                 | | [ 10 ] |
| 16. února | Svatý Kryštof a Nevis             | všeobecné      | Labouristická strana Svatého Kryštofa a Nevisu (sociální demokraté) | | [ 11 ] |
| 15. února | Svobodné a hanzovní město Hamburk | parlamentní    | Sociálnědemokratická strana Německa (sociální demokraté)            | | [ 12 ] |
| 18. února | Řecko                             | prezidentské   | Prokopis Pavlopulos (Nová demokracie)                               | nepřímé | [ 13 ] |
| 22. února | Komory                            | parlamentní    | Svaz pro rozvoj Komor                                               | 2. kolo | [ 14 ] |
| 24. února | Chicago                           | volba starosty | Rahm Emanuel (nez.)                                                 | | [ 15 ] |
| 28. února | Lesotho                           | parlamentní    | Demokratický kongres (sociální demokraté)                           | | [ 16 ] |

### Březen
| Datum          | Země             | Volby        | Vítěz                                                                  | Poznámky | Ref    |
| -------------- | ---------------- | ------------ | ---------------------------------------------------------------------- | -------- | ------ |
| 1. března      | Andorra          | parlamentní  | Demokraté pro Andorru (liberální konzervativci)                        |          | [ 17 ] |
| 1. března      | Estonsko         | parlamentní  | Estonská reformní strana (liberálové)                                  |          | [ 18 ] |
| 1. března      | Tádžikistán      | parlamentní  | Lidová demokratická strana Tádžikistánu (etatisté)                     |          | [ 19 ] |
| 3. března      | Mikronésie       | parlamentní  |                                                                        |          |        |
| 17. března     | Izrael           | parlamentní  | Likud (konzervativci)                                                  |          | [ 20 ] |
| 22. března     | Andalusie        | parlamentní  | Španělská socialistická dělnická strana Andalusie (sociální demokraté) |          | [ 21 ] |
| 28. března     | Nový Jižní Wales | parlamentní  | Liberální strana Austrálie (konzervativci)                             |          | [ 22 ] |
| 28.–29. března | Nigérie          | prezidentské | Muhammadu Buhari (APC)                                                 |          | [ 23 ] |
| 28.–29. března | Nigérie          | sněmovní     | Všepokrokový kongres (sociální demokraté)                              |          | [ 24 ] |
| 28.–29. března | Nigérie          | senátní      | Všepokrokový kongres (sociální demokraté)                              |          | [ 25 ] |
| 29. března     | Uzbekistán       | prezidentské | Islam Karimov (O'zlidep)                                               |          | [ 26 ] |
| 29. března     | Madeira          | parlamentní  | Sociálně demokratická strana (sociální demokraté)                      |          | [ 27 ] |
| 31. března     | Tuvalu           | parlamentní  | nestraníci                                                             |          | [ 28 ] |

### Duben
| Datum         | Země         | Volby        | Vítěz                                      | Poznámky                     | Ref    |
| ------------- | ------------ | ------------ | ------------------------------------------ | ---------------------------- | ------ |
| 11. dubna     | Malta        | referendum   | pro                                        | zachování jarního lovu ptáků | [ 29 ] |
| 13.–15. dubna | Súdán        | prezidentské | Umar al-Bašír (NCP)                        |                              | [ 30 ] |
| 13.–15. dubna | Súdán        | parlamentní  | Národní kongres (konzervativci)            |                              | [ 31 ] |
| 19. dubna     | Finsko       | parlamentní  | Strana středu (liberálové)                 |                              | [ 32 ] |
| 19. dubna     | Severní Kypr | prezidentské | Derviş Eroğlu (nez.) Mustafa Akıncı (nez.) | 1. kolo                      | [ 33 ] |
| 25. dubna     | Togo         | prezidentské | Faure Gnassingbé (UNIR)                    |                              | [ 34 ] |
| 26. dubna     | Benin        | parlamentní  | Síly Kauri pro rozvoj Beninu–Aliance Amana |                              | [ 35 ] |
| 26. dubna     | Kazachstán   | prezidentské | Nursultan Nazarbajev (Nur Otan)            |                              | [ 36 ] |
| 26. dubna     | Severní Kypr | prezidentské | Mustafa Akıncı (nez.)                      | 2. kolo                      | [ 37 ] |

### Květen
| Datum      | Země                          | Volby        | Vítěz                                                                   | Poznámky                                                                                 | Ref                |
| ---------- | ----------------------------- | ------------ | ----------------------------------------------------------------------- | ---------------------------------------------------------------------------------------- | ------------------ |
| 3. května  | Arcach                        | parlamentní  | Svobodná vlast (centristé)                                              |                                                                                          | [ 38 ]             |
| 4. května  | Ostrov prince Edvarda         | parlamentní  | Liberální strana Ostrova prince Edwarda (liberálové)                    |                                                                                          | [ 39 ]             |
| 5. května  | Alberta                       | parlamentní  | Nová demokratická strana Alberty (sociální demokraté)                   |                                                                                          | [nedostupný zdroj] |
| 7. května  | Spojené království            | parlamentní  | Konzervativní strana (konzervativci)                                    |                                                                                          | [ 41 ]             |
| 8. května  | Norfolk                       | referendum   |                                                                         |                                                                                          |                    |
| 10. května | Polsko                        | prezidentské | Andrzej Duda (PiS) Bronisław Komorowski (PO)                            | 1. kolo                                                                                  | [ 42 ]             |
| 10. května | Svobodné hanzovní město Brémy | parlamentní  | Sociálnědemokratická strana Německa (sociální demokraté)                |                                                                                          | [ 43 ]             |
| 11. května | Guyana                        | parlamentní  | Partnerství pro národní jednotu – Aliance pro změnu                     |                                                                                          | [ 44 ]             |
| 11. května | Mikronésie                    | prezidentské |                                                                         | nepřímé                                                                                  |                    |
| 17. května | Ósaka                         | referendum   | proti                                                                   | reorganizace Ósaky na metropolitní oblast                                                | [ 45 ]             |
| 22. května | Irsko                         | referendum   | pro · proti                                                             | uznání manželství osob stejného pohlaví snížení minimálního věku kandidátů na prezidenta | [ 46 ]             |
| 24. května | Etiopie                       | parlamentní  | Etiopská lidová revoluční demokratická fronta (demokratičtí socialisté) |                                                                                          | [ 47 ]             |
| 24. května | Polsko                        | parlamentní  | Andrzej Duda (PiS)                                                      | 2. kolo                                                                                  | [ 48 ]             |
| 24. května | Aragonie                      | parlamentní  | Lidová strana (konzervativci)                                           |                                                                                          | [ 49 ]             |
| 24. května | Asturie                       | parlamentní  | Španělská socialistická dělnická strana (sociální demokraté)            |                                                                                          | [ 50 ]             |
| 24. května | Baleáry                       | parlamentní  | Lidová strana (konzervativci)                                           |                                                                                          | [ 51 ]             |
| 24. května | Kanárské ostrovy              | parlamentní  | Španělská socialistická dělnická strana (sociální demokraté)            |                                                                                          | [ 52 ]             |
| 24. května | Kantábrie                     | parlamentní  | Lidová strana (konzervativci)                                           |                                                                                          | [ 53 ]             |
| 24. května | Kastilie – La Mancha          | parlamentní  | Lidová strana (konzervativci)                                           |                                                                                          | [ 54 ]             |
| 24. května | Kastilie a León               | parlamentní  | Lidová strana (konzervativci)                                           |                                                                                          | [ 55 ]             |
| 24. května | Extremadura                   | parlamentní  | Španělská socialistická dělnická strana (sociální demokraté)            |                                                                                          | [ 56 ]             |
| 24. května | Madridské společenství        | parlamentní  | Lidová strana (konzervativci)                                           |                                                                                          | [ 57 ]             |
| 24. května | Murcijský region              | parlamentní  | Lidová strana (konzervativci)                                           |                                                                                          | [ 58 ]             |
| 24. května | Navarra                       | parlamentní  | Navarská lidová unie (regionalisté)                                     |                                                                                          | [ 59 ]             |
| 24. května | La Rioja                      | parlamentní  | Lidová strana (konzervativci)                                           |                                                                                          | [ 60 ]             |
| 24. května | Valencijské společenství      | parlamentní  | Lidová strana (konzervativci)                                           |                                                                                          | [ 61 ]             |
| 25. května | Surinam                       | parlamentní  | Národní demokratická strana (demokratičtí socialisté)                   |                                                                                          | [ 62 ]             |

### Červen
| Datum      | Země        | Volby        | Vítěz                                                                            | Poznámky | Ref    |
| ---------- | ----------- | ------------ | -------------------------------------------------------------------------------- | --- | ------ |
| 3. června  | Lotyšsko    | prezidentské | Raimonds Vējonis (LZP)                                                           | nepřímé | [ 63 ] |
| 7. června  | Lucembursko | referendum   | proti · proti · proti                                                            | přiznání volebního práva cizincům snížení minimálního věku voličů stanovení maximální doby působení politiků ve vládě | [ 64 ] |
| 7. června  | Mexiko      | parlamentní  | Institucionální revoluční strana (centristé)                                     | | [ 65 ] |
| 7. června  | Turecko     | parlamentní  | Strana spravedlnosti a rozvoje (konzervativci)                                   | | [ 66 ] |
| 14. června | Švýcarsko   | referendum   |                                                                                  | |        |
| 18. června | Dánsko      | parlamentní  | Sociální demokraté (sociální demokraté)                                          | | [ 67 ] |
| 29. června | Burundi     | parlamentní  | Národní rada pro obranu demokracie - Síly pro obranu demokracie (hutujské zájmy) | | [ 68 ] |

### Červenec
| Datum        | Země    | Volby        | Vítěz                        | Poznámky                       | Ref    |
| ------------ | ------- | ------------ | ---------------------------- | ------------------------------ | ------ |
| 5. července  | Řecko   | referendum   | proti                        | schválení záchranného programu | [ 69 ] |
| 21. července | Burundi | prezidentské | Pierre Nkurunziza (CNDD–FDD) |                                | [ 70 ] |

### Srpen
| Datum     | Země      | Volby       | Vítěz                                    | Poznámky | Ref    |
| --------- | --------- | ----------- | ---------------------------------------- | -------- | ------ |
| 9. srpna  | Haiti     | parlamentní | viz 2. kolo                              | 1. kolo  |        |
| 17. srpna | Srí Lanka | parlamentní | Spojená národní fronta pro dobrou správu |          | [ 71 ] |

### Září
| Datum    | Země              | Volby        | Vítěz                                           | Poznámky | Ref    |
| -------- | ----------------- | ------------ | ----------------------------------------------- | -------- | ------ |
| 1. září  | Faerské ostrovy   | parlamentní  | Føroyski Javnaðarflokkurin (sociální demokraté) |          | [ 72 ] |
| 6. září  | Guatemala         | prezidentské | Jimmy Morales (FCN-Nación) Sandra Torres (UNE)  | 1. kolo  | [ 73 ] |
| 6. září  | Guatemala         | parlamentní  | Obnovená demokratická svoboda (populisté)       |          | [ 74 ] |
| 6. září  | Polsko            | referendum   |                                                 |          |        |
| 7. září  | Trinidad a Tobago | parlamentní  | Lidové národní hnutí (sociální demokraté)       |          | [ 75 ] |
| 11. září | Singapur          | všeobecné    | Strana lidové akce (konzervativci)              |          | [ 76 ] |
| 20. září | Řecko             | parlamentní  | Koalice radikální levice (socialisté)           |          | [ 77 ] |
| 27. září | Horní Rakousy     | parlamentní  | Rakouská lidová strana (křesťanští demokraté)   |          | [ 78 ] |
| 27. září | Katalánsko        | parlamentní  | Společně pro Ano (separatisté)                  |          | [ 79 ] |

### Říjen
| Datum         | Země                    | Volby        | Vítěz                                                         | Poznámky                 | Ref     |
| ------------- | ----------------------- | ------------ | ------------------------------------------------------------- | ------------------------ | ------- |
| 3. října      | Spojené arabské emiráty | parlamentní  | nezávislí                                                     |                          | [ 80 ]  |
| 4. října      | Kyrgyzstán              | parlamentní  | Sociálně demokratická strana Kyrgyzstánu (sociální demokraté) |                          | [ 81 ]  |
| 4. října      | Portugalsko             | parlamentní  | Portugalsko vpřed (konzervativci)                             |                          | [ 82 ]  |
| 11. října     | Bělorusko               | prezidentské | Alexandr Lukašenko (nez.)                                     |                          | [ 83 ]  |
| 11. října     | Guinea                  | prezidentské | Alpha Condé (RPG)                                             |                          | [ 84 ]  |
| 11. října     | Vídeň                   | parlamentní  | Sociálně demokratická strana Rakouska (sociální demokraté)    |                          | [ 85 ]  |
| 12. října     | Fidži                   | prezidentské | George Konrote (FijiFirst)                                    | nepřímé                  | [ 86 ]  |
| 17.–19. října | Egypt                   | parlamentní  | viz níže                                                      | 1. kolo                  |         |
| 18. října     | Švýcarsko               | federální    | Švýcarská lidová strana (konzervativci)                       |                          | [ 87 ]  |
| 18. října     | Alandy                  | parlamentní  | Liberálové pro Alandy (liberálové)                            |                          | [ 88 ]  |
| 19. října     | Kanada                  | federální    | Liberální strana Kanady (liberálové)                          |                          | [ 89 ]  |
| 25. října     | Argentina               | prezidentské | Daniel Scioli (FPV) Mauricio Macri (Cambiemos)                | 1. kolo                  | [ 90 ]  |
| 25. října     | Argentina               | senátní      | Fronta za vítězství (kirchneristé)                            |                          |         |
| 25. října     | Argentina               | sněmovní     | Fronta za vítězství (kirchneristé)                            |                          |         |
| 25. října     | Pobřeží slonoviny       | prezidentské | Alassane Ouattara (RHDP)                                      |                          | [ 91 ]  |
| 25. října     | Guatemala               | prezidentské | Jimmy Morales (FCN–Nación)                                    | 2. kolo                  | [ 92 ]  |
| 25. října     | Haiti                   | prezidentské | Jovenel Moïse (PHTK) Jude Célestin (LAPEH)                    | 1. kolo                  | [ 93 ]  |
| 25. října     | Haiti                   | parlamentní  | Haitská strana Tèt Kale (liberálové)                          | 2. kolo                  | [ 94 ]  |
| 25. října     | Omán                    | parlamentní  | nezávislí                                                     |                          |         |
| 25. října     | Polsko                  | parlamentní  | Právo a spravedlnost (konzervativci)                          |                          | [ 95 ]  |
| 25. října     | Konžská republika       | referendum   | pro                                                           | schválení ústavních změn | [ 96 ]  |
| 25. října     | Tanzanie                | prezidentské | John Magufuli (CCM)                                           |                          | [ 97 ]  |
| 25. října     | Tanzanie                | parlamentní  | Chama Cha Mapinduzi (sociální demokraté)                      |                          | [ 98 ]  |
| 26.–28. října | Egypt                   | parlamentní  | Strana svobodných Egypťanů (liberálové)                       | 1. kolo                  | [ 99 ]  |
| 28. října     | Nepál                   | prezidentské | Bidhjá Déví Bhandáríová (CPN–UML)                             | nepřímé                  | [ 100 ] |

### Listopad
| Datum                      | Země                | Volby        | Vítěz                                                | Poznámky | Ref     |
| -------------------------- | ------------------- | ------------ | ---------------------------------------------------- | -------- | ------- |
| 1. listopadu               | Ázerbájdžán         | parlamentní  | Nový Ázerbájdžán (nacionalisté)                      |          | [ 101 ] |
| 1. listopadu               | Turecko             | parlamentní  | Strana spravedlnosti a rozvoje (konzervativci)       |          | [ 102 ] |
| 4. listopadu               | Belize              | parlamentní  | Sjednocená demokratická strana (konzervativci)       |          | [ 103 ] |
| 8. listopadu               | Chorvatsko          | parlamentní  | Chorvatské demokratické společenství (konzervativci) |          | [ 104 ] |
| 8. listopadu               | Myanmar (Barma)     | parlamentní  | Národní liga pro demokracii (sociální demokraté)     |          | [ 105 ] |
| 16. listopadu              | Marshallovy ostrovy | parlamentní  |                                                      |          |         |
| 20. listopadu–11. prosince | Nový Zéland         | referendum   |                                                      |          |         |
| 21.–23. listopadu          | Egypt               | parlamentní  |                                                      | 2. kolo  |         |
| 22. listopadu              | Argentina           | prezidentské | Mauricio Macri (Cambiemos)                           | 2. kolo  | [ 106 ] |
| 26. listopadu              | Gibraltar           | parlamentní  | GSLP-Liberální aliance                               |          | [ 107 ] |
| 29. listopadu              | Burkina Faso        | parlamentní  | Lidové hnutí za pokrok (progresivisté)               |          | [ 108 ] |
| 29. listopadu              | Burkina Faso        | prezidentské | Roch Marc Christian Kaboré (MPP)                     |          | [ 109 ] |
| 29. listopadu              | Podněstří           | parlamentní  |                                                      |          |         |
| 30. listopadu–2. prosince  | Egypt               | parlamentní  |                                                      | 2. kolo  |         |

### Prosinec
| Datum            | Země                      | Volby        | Vítěz                                                  | Poznámky                                           | Ref     |
| ---------------- | ------------------------- | ------------ | ------------------------------------------------------ | -------------------------------------------------- | ------- |
| 3. prosince      | Dánsko                    | referendum   | proti                                                  | větší zapojení do policejní a justiční politiky EU | [ 110 ] |
| 3.–5. prosince   | Seychely                  | prezidentské | James Michel (PL) Wavel Ramkalawan (SNP)               | 1. kolo                                            | [ 111 ] |
| 6. prosince      | Arménie                   | referendum   | pro                                                    | schválení změn ústavy                              | [ 112 ] |
| 6. prosince      | Venezuela                 | parlamentní  | Kulatý stůl demokratické jednoty (anti-chávezisté)     |                                                    | [ 113 ] |
| 6. prosince      | Francie                   | regionální   | Národní fronta (nacionalisté)                          | 1. kolo                                            | [ 114 ] |
| 9. prosince      | Svatý Vincenc a Grenadiny | parlamentní  | Jednotná laboristická strana (demokratičtí socialisté) |                                                    | [ 115 ] |
| 13. prosince     | Středoafrická republika   | referendum   | pro                                                    | schválení nové ústavy                              | [ 116 ] |
| 13. prosince     | Francie                   | regionální   | Republikáni (konzervativci)                            | 2. kolo                                            | [ 117 ] |
| 16.–18. prosince | Seychely                  | prezidentské | James Michel (PL)                                      | 2. kolo                                            | [ 118 ] |
| 20. prosince     | Rwanda                    | referendum   | pro                                                    | schválení změn ústavy                              | [ 119 ] |
| 20. prosince     | Slovinsko                 | referendum   | proti                                                  | legalizace stejnopohlavního manželství             | [ 120 ] |
| 20. prosince     | Španělsko                 | parlamentní  | Lidová strana (konzervativci)                          |                                                    | [ 121 ] |
| 27. prosince     | Středoafrická republika   | prezidentské |                                                        |                                                    |         |
| 27. prosince     | Středoafrická republika   | parlamentní  |                                                        |                                                    |         |